# Camperol de les Fiji
El camperol de les Fiji (Cincloramphus rufus; syn: Megalurulus rufus) és una espècie d'ocell de la família dels locustèl·lids (Locustellidae). És endèmic de les illes Fiji, a la Melanèsia. Els seus hàbitats principals són els boscos tropicals i subtropicals de frondoses humits de l'estatge montà i les zones humides. Pateix l'impacte de la tala en els boscos madurs de l'illa i de l'introducció d'espècies inavasores depredadores (la petita mangosta de Java (H. j. auropunctatus) i la rata negra (Ratus ratus). El seu estat de conservació es considera en perill d'extinció.

## Taxonomia
Segons la llista mundial d'ocells del Congrés Ornitològic Internacional (versió 13.2, agost 2023) aquest tàxon està classificat en el gènere Cincloramphus. Tanmateix, altres obres taxonòmiques, com el Handook of the Birds of the World i la quarta versió de la BirdLife International Checklist of the birds of the world (Desembre 2019), el classifiquen encara com a única espècie del gènere Megalurulus.